# Giuseppe Di Grande
Giuseppe Di Grande (* 7. September 1973 in Syrakus) ist ein ehemaliger italienischer Radrennfahrer.
Giuseppe Di Grande konnte 1995 den Girobio, die U23-Austragung des Giro d’Italia, für sich entscheiden. Im darauf folgenden Jahr wurde er dann Profi bei Mapei. 1997 sicherte er sich einen Etappensieg bei der Tour de Romandie. Beim Giro d’Italia kurz darauf gewann Di Grande die zwölfte Etappe und belegte am Ende in der Gesamtwertung den siebten Platz. Bei der Tour de France 1998 platzierte er sich in der Nachwuchswertung um das Weiße Trikot hinter Jan Ullrich und dem Gewinner des Gepunkteten Trikots, Christophe Rinero auf dem dritten Rang. 2007 beendete Di Grande beim Professional Continental Team Miche seine aktive Laufbahn.
Im Jahr 2001 wurde Di Grande wegen des Besitzes verbotener Substanzen nach dem Giro d’Italia für sechs Monate gesperrt, zudem in einem Strafprozess zu sechs Monate Haft mit Bewährung und einer Geldstrafe in Höhe von 12.000 Euro verurteilt. Weitere 10.000 Euro musste er an das Olympische Komitee Italiens (CONI) entrichten.

## Palmarès
1995
- Gesamtwertung Girobio

1997
- zwei Etappen Settimana Ciclistica Lombarda
- eine Etappe Tour de Romandie
- eine Etappe Giro d’Italia

## Teams
- 1996–1997 Mapei-GB
- 1998 Mapei-Bricobi
- 1999 Mapei-Quick Step
- 2000 Festina
- 2001 Tacconi Sport-Vini Caldirola
- 2002 Index–Alexia Alluminio
- 2004 Formaggi Pinzolo Fiavè
- 2005 Universal Caffè-Styloffice
- 2006 Miche
- 2007 Miche (bis 30.06.)